# Pura Playa
Pura Playa es el primer álbum de estudio de la banda colombiana de reggae, Alkilados que fue publicado el 6 de octubre de 2014, bajo su propio sello discográfico "AK2". contó con la colaboración de cantantes como Dálmata, Pasabordo, Rayo & Toby, Silvestre Dangond y Farruko, y con productores como Franfusion, Montana, DJ Elektrik, Denny Way y DJ Peps.

## Lista de canciones
| N.º | Título                               | Productor                           | Duración |  |
| 1.  | «Una Cita»                           | Denny Way                           | 3:10     |  |
| 2.  | «Monalisa»                           | DJ Elektrik & Dálmata               | 3:37     |  |
| 3.  | «Respira»                            |                                     | 3:26     |  |
| 4.  | «Esto Es Amor»                       |                                     | 3:33     |  |
| 5.  | «Solitaria» (Feat. Dálmata)          | DJ Elektrik                         | 3:39     |  |
| 6.  | «El Orgullo» (Feat. Farruko)         | Montana "The Producer" & Franfusion | 4:09     |  |
| 7.  | «Dilema»                             |                                     | 3:26     |  |
| 8.  | «Amor a Primera Vista»               | DJ Electrik & Dálmata               | 3:16     |  |
| 9.  | «Loco Paranoico» (Silvestre Dangond) |                                     | 2:57     |  |
| 10. | «De Excursión»                       |                                     | 3:02     |  |
| 11. | «Sola»                               |                                     | 2:59     |  |
| 12. | «Confesión» (Feat. Pasabordo)        | DJ Peps                             | 3:04     |  |
| 13. | «Tengo»                              |                                     | 3:29     |  |
| 14. | «Deseo de Amar» (Feat. Rayo & Toby)  | DJ Peps                             | 4:09     |  |
| 15. | «Soka»                               |                                     | 3:18     |  |